# Arnoglossus rueppelii
Arnoglossus rueppelii е вид лъчеперка от семейство Bothidae. Видът не е застрашен от изчезване.

## Разпространение и местообитание
Разпространен е в Албания, Алжир, Босна и Херцеговина, Гибралтар, Гърция, Западна Сахара, Испания (Канарски острови), Италия, Мароко, Монако, Словения, Сърбия, Тунис, Турция, Франция, Хърватия и Черна гора.
Среща се на дълбочина от 220,5 до 330 m, при температура на водата от 13,4 до 15,8 °C и соленост 35,8 – 36,2 ‰.

## Описание
На дължина достигат до 15 cm.